# Epinecrophylla leucophthalma
Az Epinecrophylla leucophthalma a madarak osztályának verébalakúak (Passeriformes) rendjébe és a hangyászmadárfélék (Thamnophilidae) családjába tartozó faj.

## Rendszerezése
A fajt August von Pelzeln osztrák ornitológus írta le 1868-ban, a Formicivora nembe Formicivora leucophthalma néven. Sorolták a Myrmotherula nemben Myrmotherula leucophthalma néven is.

## Alfajai
- Epinecrophylla leucophthalma dissita (Bond, 1950)
- Epinecrophylla leucophthalma leucophthalma (Pelzeln, 1868)
- Epinecrophylla leucophthalma phaeonota (Todd, 1927)
- Epinecrophylla leucophthalma sordida (Todd, 1927)[2]

## Előfordulása
Dél-Amerikában, Bolívia, Brazília és Peru területén honos. Természetes élőhelyei a szubtrópusi vagy trópusi síkvidéki esőerdők. Állandó, nem vonuló faj.

## Megjelenése
Testhossza 11 centiméter.

## Életmódja
Rovarokkal és pókokkal táplálkozik.

## Természetvédelmi helyzete
Az elterjedési területe rendkívül nagy, egyedszáma ugyan csökken,, de még nem éri el a kritikus szintet. A Természetvédelmi Világszövetség Vörös listáján nem fenyegetett fajként szerepel.